# Harry J. Lincoln
Harry James Lincoln (Shamokin, 13 april 1878 – Philadelphia, 19 april 1937) was een Amerikaans componist en arrangeur. Voor bepaalde werken gebruikte hij de pseudoniemen: Thomas Casale, Ben E. Crosby, James L. Harlin, Harry Jay, Abe Losch, Carl L. Loveland, Caird M. Vandersloot, C.M. Vandersloot, F.W. Vandersloot.
Lincoln kwam in contact met de blaasmuziek en begon te componeren. Later werd hij arrangeur en medewerker bij de muziekuitgeverij Vandersloot in Williamsport. Daarnaast schreef hij zijn eigen werken, die in de muziekuitgeverij gepubliceerd werden, zoals de The Midnight Fire Alarm (1900). Zijn laatste compositie schreef hij voor de "Repasz Band", maar de auteurschap voor deze mars werd ook door de trombonist Charles C. Sweeley uit deze band reclameert.

## Composities

### Werken voor harmonieorkest
- 1900 The Midnight Fire Alarm
- 1901 McKinley's memorial march - in memory of our late beloved President - tekst: C.A. Mulliner
- 1908 Alameda Waltzes
- 1908 The Twelfth Regiment
- 1910 Sunset Limited
- 1910 Halley's Comet Rag
- 1911 Bees Wax Rag
- 1911 Dixie A Rag Caprice
- 1912 Dance Of The Fairies
- 1913 Bang Up Two Step
- 1913 Garden of Lilies
- 1914 A hummer, march two-step
- 1914 Circus Life
- 1914 High speed
- 1915 Blaze of Honour
- 1915 Dreaming at Twilight
- 1916 After glow, reverie-serenade
- 1917 Dreamy Swanee Lullaby (samen met: George C. Pennington)
- 1919 The Iron Division
- 1923 American Emblem
- 1923 Emblem of Peace
- 1923 Girls of America
- 1924 Belle of the Season
- 1928 Canonade
- 1928 Triumphant Lindberg, marslied - tekst: Ruth Hoyt
- 1928 We
- A Jolly Sailor
- Buffalo Flyer
- Empire Express
- Ferns and Flowers
- Flowers of the Forest
- Midnight Special
- Palm Limited

### Vocale muziek

#### Liederen
- 1907 Excuse Me But Isn't Your Name Johnson?, voor zangstem en piano - tekst: William Hauser
- 1907 My Southern Home, voor zangstem en piano
- 1908 Which way did my mamma go?, voor zangstem en piano
- 1909 Only a dream of you, voor zangstem en piano
- 1917 Our soldiers of "17", voor zangstem en piano - tekst: Thos D Casale
- 1919 The great American (Theodore Roosevelt), voor zangstem en piano - tekst: Ray Sherwood
- Garden of dreams, voor zangstem en piano

### Werken voor piano
- 1904 The Buffalo Flyer, mars
- 1904 The Fire Master
- 1905 False Alarm
- 1906 The Tournament
- 1907 Vesuvius
- 1908 A jolly sailor
- 1909 Poverty, rag
- 1910 Sunset Limited
- 1911 Angel kisses, reverie-serenade
- 1911 Bees wax, rag
- 1911 I-X-L
- 1912 Sunlight and love, wals
- 1914 Black Diamond
- A southern dream
- Angels of night
- Back at the dear old home sweet home
- Checkers - rag
- Halley's comet
- I wonder how the old folks are at home
- Nuptial waltzes
- Peace conference
- Playmates
- The crater
- The merry makers
- Tri state

## Publicaties
- How to write and publish music, Cincinnati, Ohio : O. Zimmerman, 1931. 127 p.